# Alderney (U-Boot)
Die HMS Alderney (Schiffskennung P416, später S66) war ein U-Boot der Royal Navy, das zur Amphion-Klasse gehörte, die auch als A-Klasse oder als Acheron-Klasse bezeichnet wird. Die U-Boote der Amphion-Klasse wurden für den Einsatz in Fernost entwickelt, wo die Größe des Pazifischen Ozeans große Reichweite, hohe Oberflächengeschwindigkeit und relativen Komfort für die Besatzung zu wichtigen Merkmalen machte, um viel größere Patrouillenbereiche und längere Zeiträume auf See zu ermöglichen, als es die britischen U-Boote, die im Atlantik oder im Mittelmeer stationiert waren, nötig hatten.
Sie wurde als zwölftes U-Boot ihrer Klasse am 6. Februar 1945 in der Werft von Vickers-Armstrong in Barrow-in-Furness auf Kiel gelegt, lief am 25. Juni 1945 vom Stapel und wurde am 10. Dezember 1946 fertiggestellt. Wie bei allen Booten der Amphion-Klasse beginnt ihr Name mit dem Buchstaben A. Alderney ist der Name einer britischen Kanalinsel.

## Aufbau
Wie alle U-Boote der Amphion-Klasse hatte die Alderney eine Verdrängung von 1.360 Tonnen an der Oberfläche und 1.590 Tonnen unter Wasser. Sie hatte eine Gesamtlänge von 89,46 m, eine Breite von 6,81 m und einen Tiefgang von 5,51 m. Angetrieben wurde das U-Boot von zwei Admiralty-ML-Achtzylinder-Dieselmotoren mit einer Leistung von jeweils 2.150 PS (1.600 kW). Es enthielt auch vier Elektromotoren mit einer Leistung von jeweils 625 PS (466 kW), die zwei Wellen antrieben. Es konnte maximal 219 Tonnen Diesel bunkern, nahm aber normalerweise zwischen 159 und 165 Tonnen auf.
Das U-Boot hatte eine maximale Oberflächengeschwindigkeit von 18,5 Knoten (34,3 km/h) und eine Unterwassergeschwindigkeit von 8 Knoten (15 km/h). Getaucht konnte es 90 Seemeilen (170 km) mit 3 Knoten (5,6 km/h) oder 16 Seemeilen (30 km) mit 8 Knoten (15 km/h) fahren. Aufgetaucht war es in der Lage, 15.200 Seemeilen (28.200 km) mit 10 Knoten (19 km/h) oder 10.500 Seemeilen (19.400 km) mit 11 Knoten (20 km/h) zurück zu legen. Die Alderney war mit zehn Torpedorohren (21 Zoll, 53,3 cm), einem 10,2-cm-Schiffsgeschütz (QF, 4 Zoll, Mk XXIII), einer 2,0-cm-Maschinenkanone von Oerlikon und einem britischen Vickers-Maschinengewehr (.303) ausgerüstet. Die Torpedorohre waren an Bug und Heck angebracht, an Bord befanden sich zwanzig Torpedos. Die Besatzung bestand aus sechzig Mann.

## Einsatzgeschichte
Nach ersten Übungen im Westatlantik ersetzte die Artemis im September 1952 die beschädigte Alderney, die beim Training mit Schiffen der Royal Canadian Navy vor Bermuda Probleme hatte.
Zwischen 1954 und 1963 absolvierte die inzwischen instandgesetzte Alderney drei Aufträge mit dem 6. U-Boot-Geschwader in Halifax in Nova Scotia und führte Übungen mit der Royal Canadian Navy und der Royal Canadian Air Force durch.
Sie wurde zwischen 1956 und 1958 während einer langen Überholung in der Marinebasis Portsmouth modernisiert.
1965 wurde sie zum achten Mal wieder in Dienst gestellt und der 1. U-Boot-Division im Dolphin genannten landgestützten U-Boot-Fahrer-Ausbildungszentrum zugeteilt.
In den Jahren 1965 und 1966 war sie bei den Navy Days in Portsmouth anwesend.
Sie wurde 1966 außer Dienst gestellt und am 1. Februar 1970 in Troon, Schottland, verschrottet.